# Капілярний ефект

Капілярний ефект у тонких трубках різної товщини й з різним змочуванням

Капілярний ефект — явище підвищення або зниження рівня рідини у капілярах в порівнянні з тим значенням, яке вимагає закон сполучених посудин.
Капілярний ефект виникає через зниження або збільшення тиску рідини під меніском, який утворюється при змочуванні рідиною стінок капіляра.
Величина підвищення або зниження h залежить від радіуса капіляра r, а також від кута змочування рідиною стінок {\displaystyle \theta }
{\displaystyle h={2{\gamma \cos {\theta }} \over {\rho gr}}},
де {\displaystyle \gamma } — коефіцієнт поверхневого натягу рідини, {\displaystyle \rho } — густина рідини, g — прискорення вільного падіння.
Приклад капілярного ефекту — всмоктування розлитої води серветкою.

## Етимологія
Капіляр походить від латинського слова capillaris, що означає "з волосся або схожий на волосся". Це значення походить від крихітного, схожого на волосину діаметру капіляра. Хоча капіляр зазвичай вживається як іменник, це слово також використовується, як прикметник, як, наприклад, "капілярна дія", при якій рідина рухається вздовж, навіть вгору, проти сили тяжіння, оскільки рідина притягується до внутрішньої поверхні капілярів.

## Історія
Перше зафіксоване спостереження капілярної дії належить Леонардо да Вінчі. Колишній учень Галілея, Нікколо Аггіунті, як кажуть, досліджував капілярну дію. У 1660 році капілярна дія все ще була в новинку для ірландського хіміка Роберта Бойля, коли він повідомив, що "деякі допитливі французи" помітили, що коли капілярну трубку занурити у воду, вода підніметься на "деяку висоту в трубі". Потім Бойль повідомив про експеримент, в якому він занурив капілярну трубку в червоне вино, а потім помістив трубку в частковий вакуум. Він виявив, що вакуум не мав помітного впливу на висоту рідини в капілярі, отже, поведінка рідин у капілярних трубках була зумовлена якимось явищем, відмінним від того, яке керувало ртутними барометрами.
Деякі (наприклад, Оноре Фабрі, Якоб Бернуллі) вважали, що рідини піднімаються в капілярах тому, що повітря не може проникати в капіляри так легко, як рідини, тому тиск повітря всередині капілярів нижчий. 
Інші (наприклад, Ісаак Фоссіус, Джованні Альфонсо Бореллі, Луї Карре, Френсіс Хоксбі, Йосія Вайтбрехт) вважали, що частинки рідини притягуються одна до одної, та до стінок капіляра.
Хоча експериментальні дослідження тривали протягом 18 століття, успішне кількісне трактування капілярної дії не було досягнуто до 1805 року. Двом дослідникам: Томасом Янгом з Великої Британії та П'єром-Симоном Лапласом з Франції. Вони вивели рівняння капілярної дії Янга-Лапласа. До 1830 року німецький математик Карл Фрідріх Гаусс визначив граничні умови капілярної дії (тобто умови на межі розділу рідина-тверде тіло).
1871 року британський фізик сер Вільям Томсон (пізніше лорд Кельвін) визначив вплив меніска на тиск пари рідини - співвідношення, відоме як рівняння Кельвіна. Згодом німецький фізик Франц Ернст Нейман (1798-1895) визначив взаємодію між двома незмішуваними рідинами.
Перша стаття Альберта Ейнштейна, яка була подана до "Annalen der Physik" у 1900 році, була присвячена капілярності.